# Гільдур Ґуднадоттір
Гільдур Інгвельдардоттір Ґуднадоттір (ісл. Hildur Ingveldardóttir Guðnadóttir, нар. 4 вересня 1982) — ісландська віолончелістка, яка грала і записувалась з групами Pan Sonic, Throbbing Gristle і Múm. Також випустила сольний проєкт «Lost in Hildurness». Вона співпрацювала з Йоганном Йоганнсоном при створенні музики до фільму Марія Магдалина Гарта Девіса. У 2018 році вона створила партитуру для фільму режисера Стефано Солліма «Sicario: День Солдадо».
У 2007 році вона випустила сольний альбом Mount A, до створення якого намагалася «залучити якомога менше інших людей». Альбом був записаний у Нью-Йорку та Голарі на півночі Ісландії. У 2009 році вийшов другий сольний альбом, «Without Sinking» на аудіо-візуальному лейблі «Touch Touch».
Крім гри на віолончелі, Гільдур також співає і влаштовує хорову музику, організовуючи хор для виступів Throbbing Gristle в Австрії та Лондоні. Як композитор вона написала партитуру для п'єси Sumardagur («Літній день»), яка виконувалася в Національному театрі Ісландії. написала партитуру для данського фільму Kapringen.
Вона — композиторка у фільмі Джокер, в якому знявся Хоакін Фенікс.